# مايك ماك
مايك ماك (بالإنجليزية: Mike Mack)‏ هو سياسي أمريكي، ولد في 15 نوفمبر 1873، وتوفي في 12 أغسطس 1949. حزبياً، نشط في الحزب الجمهوري. وقد انتخب عضو مجلس ولاية ويسكونسن.